# عبد القادر بن محمد الجزيري
الشيخ عبد القادر بن محمد الجزيري علامة ومؤرخ حنبلي 911-977هـ

## مولده
ولد عبد القادر بن محمد الجزيري يوم الأربعاء من سادس عشر من شهر شعبان سنة 911 هـ، في الجزيرة الفراتية بالقرب من بغداد في العراق.

## نسبة
هو عبد القادر بن محمد بن عبد القادر بن محمد بن إبراهيم الانصاري الجزيري. ولقبه زين الدين الجزيري نسبةٍ إلى الجزيرة الفراتية.

## سيرته
نشا الشيخ عبد القادر بن محمد في بيئة علمية. كان اباه محمد بن عبد القادر طبيب وكان يعمل في البيمارستان المنصوري  والبيمارستان تعني المستشفى ، وكان يمارس طب الكحل ( طب العيون ) ،  الشيخ عبد القادر كان أول أمره يتعاطى التجارة مع انشغالة بطلب العلم ، وميله إلى التصوف في باكورة شبابه. وكان يحج مع ابيه مساعداً له، ومنشغلاً بالتجارة أيضا، وذكر القرطبي ان علماء مذهبه أجازوه بالإفتاء و التدريس، وفي سنة 940هـ عمل مع   أبيه في وظيفة كاتب (ديوان إمرة الحاج) حتى توفي أبوه، فاستقل بعده في العمل، ورتبه بعد أبيه، ووضع القواعد التي يعتمد عليها في أمور الحاج ومهماته، لقد عاصر عهد إنشاء الدولة العثمانية وخالط كثيراً من قادتها ورجالها في ذلك العهد

## صلته بعلماء عصره
كان الشيخ الجزيري مع صلة بعلماء عصره، وتلقيه العلم عن مشاهير علماء القاهرة في عهده، وله صلة قوية بعلماء مكة في عصره كالشيخ جار الله محمد بن عبد العزيز والشيخ مؤرخ مكة قطب الدين الحنفي النهروالي والشيخ حبيب الله النهروالي.

## مؤلفاته
- الزجر عن الخمر
- دفع المضرة ،عن الهر والهرة

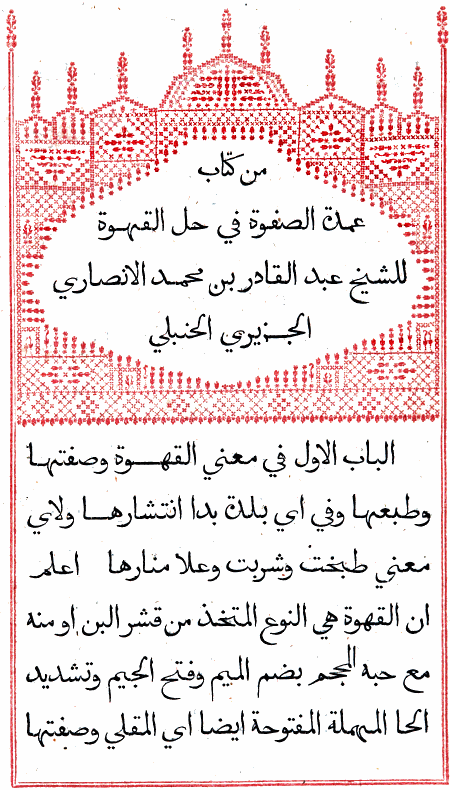
عمدة الصفوة في حل القهوة - ضمن مجموعة، سلفستر دي ساسي (سنة 1806 م).

- الدرر الفرائد المنظمة في أخبار الحاج وطريق مكة المعظمة
- خلاصة الذهب في فضل العرب
- منارة المنازل ومناهج المناهل
- عمدة الصفوة في حل القهوة

## وفاته
توفي الشيخ المؤرخ عبد القادر بن محمد الجزيري سنة 977 للهجرة.